# Supercard of Honor VII
Supercard of Honor VII est un pay-per-view de catch produit par la Ring of Honor (ROH), qui était disponible uniquement en ligne. Le PPV se déroula le 4 avril 2013 au Hammerstein Ballroom à Manhattan, à New York. C'était la 7e édition de Supercard of Honor de l'histoire de la ROH.

## Contexte
Les spectacles de la Ring of Honor en paiement à la séance sont constitués de matchs aux résultats prédéterminés par les scénaristes de la ROH. Ces rencontres sont justifiées par des storylines - une rivalité avec un catcheur, la plupart du temps - ou par des qualifications survenues au cours de shows précédant l'évènement. Tous les catcheurs possèdent un gimmick, c'est-à-dire qu'ils incarnent un personnage face (gentil) ou heel (méchant), qui évolue au fil des rencontres. Un pay-per-view comme Supercard of Honor est donc un événement tournant pour les différentes storylines en cours.

## Résultats
| #                                                                | Matchs, | Stipulation                                                           | Durée |
| ---------------------------------------------------------------- | --- | --------------------------------------------------------------------- | ----- |
| Dark                                                             | Kongo bat Corey Hollis | Match simple                                                          |       |
| 1                                                                | Adrenaline Rush (ACH & Tadarius Thomas) battent Q.T. Marshall & R.D. Evans | Tag Team match                                                        | 9:51  |
| 2                                                                | Michael Bennett (avec Maria Kanellis et Bob Evans) bat Shelton Benjamin | Match simple                                                          | 9:00  |
| 3                                                                | Michael Elgin bat Jay Lethal | Match simple                                                          | 19:05 |
| 4                                                                | S.C.U.M. (Cliff Compton, Jimmy Jacobs, Jimmy Rave, Rhett Titus & Rhino) (avec Steve Corino) battent Team ROH (C&C Wrestle Factory (Caprice Coleman & Cedric Alexander), Mark Briscoe, B.J. Whitmer & Mike Mondo | Ten man War match                                                     | 11:23 |
| 5                                                                | Karl Anderson bat Roderick Strong | Match simple                                                          | 12:33 |
| 6                                                                | Matt Taven (c) bat Mark Briscoe et Matt Hardy (avec Steve Corino) | Three Way Elimination match pour le ROH World Television Championship | 11:26 |
| 7                                                                | reDRagon (Bobby Fish & Kyle O'Reilly) (c) battent The American Wolves (Davey Richards & Eddie Edwards) | Tag Team match pour le ROH World Tag Team Championship                | 21:07 |
| 8                                                                | Jay Briscoe bat Kevin Steen (c) | Match simple pour le ROH World Championship                           | 19:15 |
| (c) désigne le(s) champion(s) défendant son titre dans le match. | |                                                                       |       |

### Three Way Elimination match pour le ROH World TV Championship

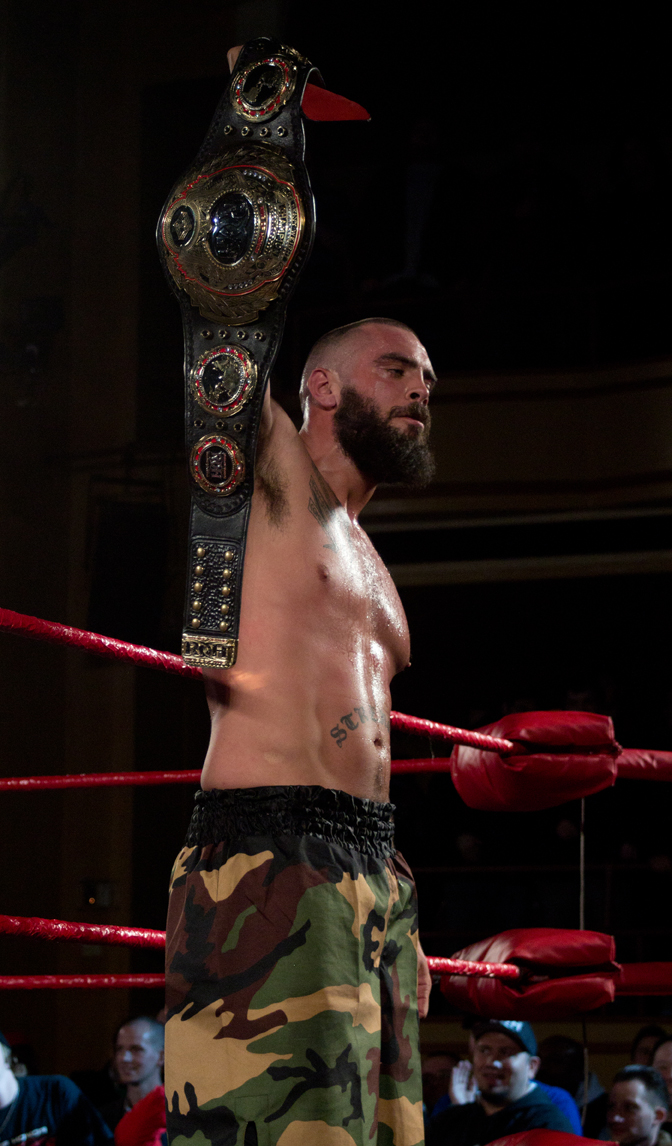
Jay Briscoe avec le ROH World Championship après son match avec Kevin Steen.

| # | Élimination | Éliminé par | Durée |
| - | ----------- | ----------- | ----- |
| 1 | Matt Hardy  | Adam Cole   | 10:01 |
| 2 | Adam Cole   | Matt Taven  | 11:26 |